# Gastrocopta boninensis
Gastrocopta boninensis es una especie de molusco gasterópodo de la familia Pupillidae en el orden Stylommatophora.

## Distribución geográfica
Es  endémica de Japón. 